# 자우스트
자우스트(Joust)는 1982년 아케이드로 출시된, 윌리엄스 일렉트로닉스가 개발한 액션 게임이다. 최초의 2인용 협업 비디오 게임은 아니었지만 자우스트의 성공과 정제된 구현은 이 개념을 보급시켰다. 플레이어 1은 타조를 타며 플레이어 2는 황새를 탄다. 플랩 버튼을 반복적으로 누르면 고도가 상승하고 2방향 조이스틱은 방향을 제어한다.
이 게임은 플레이어들과 평론가들로부터 좋은 평가를 받았으며 메커닉스는 다른 게임들에 영향을 줄었다. 자우스트는 수많은 홈 시스템에 이식되었으며 1986년 후속작 자우스트 2으로 이어졌다.